# 線路容量
線路容量（せんろようりょう、英語: track capacity）とは、鉄道においてある線路を単位時間当たり走行可能な列車本数を示した値である。通常は1日あたりの列車本数で表現される。その線路を使って、どの程度の旅客や貨物を輸送することができるかを表現している。

## 単線区間の線路容量

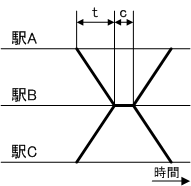
単線区間の線路容量

単線区間における線路容量Nは、{\displaystyle N={\dfrac {1440}{t+c}}f}と表現される。ここでtは駅間所要時間、cは駅における閉塞取扱時間、fは線路利用率である。tとcはどちらも単位は分である。
閉塞取扱時間は、ある方向からの列車が駅に到着した後、転轍機を転換して進路を構成し、その方面への出発信号機に進行が表示されて、実際に反対方向の列車が出発できるようになるまでの時間を表す。自動信号の区間では1.5分、非自動信号の区間では2.5分が標準とされている。
線路利用率は、実際に線路を利用する時間の割合を意味する。夜間には保線作業や架線工事などを行うために線路閉鎖をすることがあり、1日の全ての時間で列車を運転できるわけではない。また優等列車を運転して普通列車の駅での待ち合わせ時間が長くなるような非効率なダイヤ構成を行うと、運転できる列車本数は少なくなる。これらを反映して線路利用率は標準では0.6とされている。速度の異なる列車が混在している路線では、無駄な待ち合わせ時間が増えるため線路利用率の値は下がる。
また、線路容量を計算する対象路線のうち、もっとも低い線路容量になっている区間が全体の線路容量となる。例えば、ある区間で対向列車の交換ができる駅の間隔が長くなっていると、駅間所要時間が長くなって線路容量が下がる。結果として、その区間を通行できる列車本数によって全体の運行可能本数が制限される。このため、交換可能駅は均等な間隔で配置されていることが望ましい。
実際の単線区間ではこの式に値を代入して計算すると、80本から90本程度が1日の列車運転本数の限界であると算出される。

## 複線以上の区間の線路容量

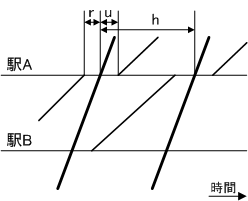
複線区間の線路容量、太線が高速列車、細線が低速列車

複線区間における線路容量Nは、同じ速度で走る同じ種別の列車だけの路線の場合、{\displaystyle N=2{\dfrac {1440}{t}}d}と表現される。tは最小時隔、dは線路利用率である。tは分単位である。冒頭に2を掛けてあるのは、上下の列車本数を合計しているためである。
最小時隔は、本線上だけを見た場合は1分間隔、あるいは理論上はそれ以内で続行することも可能であるが、実際には駅の発着や折り返しなどによって規定されるため、その路線の信号システム、閉塞区間の長さ、列車の性能などにも左右されるが、概ね2分程度が標準的な値とされる。
より一般に追い抜きのある複線路線における線路容量Nは、{\displaystyle N=2{\dfrac {1440}{hv+(r+u)v'}}d}と表現される。hは高速列車同士の時間間隔、vは全列車に対する高速列車の割合、rは追い抜き駅に低速列車が到着してから高速列車が到着するまでの最小時間間隔、uは追い抜き駅を高速列車が出発してから低速列車が出発するまでの最小時間間隔、v'は全列車に対する低速列車の割合、dは線路利用率である。h、r、uはいずれも分単位である。
日本の在来線における典型的な値としては、h = 3分、r = 2分、u = 2分である。また新幹線においてはh = 4分、r = 2分、u = 2分が標準である。新幹線の場合、0時から6時までは保線に割り当てているため、線路利用率dは最大で75%となる。
実際にこの式に値を代入して計算すると、240本から270本程度が1日の列車運転本数の限界であると算出される。しかし実際には、パラメータの与え方によってこの値は変化するため、さらに工夫を行ってこれをはるかに上回る列車本数が運転されていることもある。

## 複々線区間の線路容量
複々線区間においては、複線の線路容量計算方式を援用して計算することができる。複々線区間では、高速列車と低速列車を異なる線路に分けて運転することができるので、その線路容量は複線区間の2倍以上にすることができる。ただし始終端駅などで線路を共有する部分がある場合はその部分がボトルネックとなるため線路容量は1.5倍程度にとどまることが多い。

## 線路容量の実際
線路容量の計算式は上述したように一応のものが示されている。しかし、日本においてはこの式を用いて議論することはあまり無くなってきている。これは、様々な現場での工夫により実際に式で計算される値を上回って運転されている区間があること、最小運転時隔で表現した方が簡単であることなどによる。
これに対してヨーロッパでは、今も盛んに線路容量に関する議論が行われている。ヨーロッパでは近年、国際鉄道連合 (UIC) によって標準化されたUIC 406という方法で線路容量を算出することが一般的で、これに基づくコンピュータソフトウェアも用いられるようになってきている。